# Kyllinga alba-purpurea
Kyllinga alba-purpurea är en halvgräsart som beskrevs av Kaare Arnstein Lye. Kyllinga alba-purpurea ingår i släktet Kyllinga och familjen halvgräs. Inga underarter finns listade i Catalogue of Life.